# U-619
| U-619                                                                                    | U-619 | U-619 |
| ---------------------------------------------------------------------------------------- | --- | --- |
| U 619                                                                                    | | |
|                                                                                          | | |
| Зображення підводного човна підтипу VIIC                                                 | | |
| Верф                                                                                     | «Blohm + Voss», Гамбург                                                                                            | «Blohm + Voss», Гамбург                                                                                            |
| Під прапором                                                                             | Третій Рейх | Третій Рейх |
| Належність                                                                               | Крігсмаріне | Крігсмаріне |
| Порт приписки                                                                            | Кенігсберг, Кіль, Ла-Рошель                                                                                        | Кенігсберг, Кіль, Ла-Рошель                                                                                        |
| Замовлення                                                                               | 15 серпня 1940 | 15 серпня 1940 |
| Закладений                                                                               | 19 червня 1941 | 19 червня 1941 |
| Спуск на воду                                                                            | 9 березня 1942 | 9 березня 1942 |
| Введений до складу флоту                                                                 | 23 квітня 1942 | 23 квітня 1942 |
| На службі                                                                                | 1942 | 1942 |
| Загибель                                                                                 | 5 жовтня 1942 року знищений південно-західніше Ісландії британським бомбардувальником «Хадсон»                     | 5 жовтня 1942 року знищений південно-західніше Ісландії британським бомбардувальником «Хадсон»                     |
| Бойовий досвід                                                                           | Друга світова війна Битва за Атлантику                                                                             | Друга світова війна Битва за Атлантику                                                                             |
| Проєкт                                                                                   | | |
| Тип ПЧ                                                                                   | середній торпедний ДПЧ                                                                                             | середній торпедний ДПЧ                                                                                             |
| Вартість                                                                                 | 4 714 000 ℛℳ | 4 714 000 ℛℳ |
| Основні характеристики                                                                   | | |
| Швидкість (надводна)                                                                     | 17,9 вузлів | 17,9 вузлів |
| Швидкість (підводна)                                                                     | 8 вузлів | 8 вузлів |
| Робоча глибина занурення                                                                 | 100 м | 100 м |
| Гранична глибина занурення                                                               | 220 м | 220 м |
| Автономність плавання                                                                    | 135—174 км на швидкості 4 вузли (в підводному положенні) 11 470 км на швидкості 10 вузлів (у надводному положенні) | 135—174 км на швидкості 4 вузли (в підводному положенні) 11 470 км на швидкості 10 вузлів (у надводному положенні) |
| Екіпаж                                                                                   | 44-60 осіб | 44-60 осіб |
| Розміри                                                                                  | | |
| Довжина найбільша (по КВЛ)                                                               | 67,1 м | 67,1 м |
| Ширина корпусу найб.                                                                     | 6,2 м | 6,2 м |
| Висота                                                                                   | 9,6 м | 9,6 м |
| Середня осадка (по КВЛ)                                                                  | 4,74 м | 4,74 м |
| Водотоннажність надводна                                                                 | 769 т | 769 т |
| Силова установка                                                                         | | |
| дизель-електрична; 2 дизельних двигуни MAN M 6 V 40/46, 2 електродвигуни BBC GG UB 720/8 | | |
| Гвинти                                                                                   | 2 | 2 |
| Потужність                                                                               | 2 × 2100—2310 к.с. (дизелі) 2 × 750 к.с. (електродвигуни)                                                          | 2 × 2100—2310 к.с. (дизелі) 2 × 750 к.с. (електродвигуни)                                                          |
| Озброєння                                                                                | | |
| Артилерія                                                                                | 1 × 88-мм палубна гармата SK C/35                                                                                  | 1 × 88-мм палубна гармата SK C/35                                                                                  |
| Торпедно- мінне озброєння                                                                | 4 носових і один кормовий ТА 14 торпед або 26 мін TMA                                                              | 4 носових і один кормовий ТА 14 торпед або 26 мін TMA                                                              |
| ППО                                                                                      | 1 × 37-мм зенітна гармата Flak M42 2 × 20-мм зенітні гармати FlaK 30                                               | 1 × 37-мм зенітна гармата Flak M42 2 × 20-мм зенітні гармати FlaK 30                                               |

U-619 — німецький підводний човен типу VIIC часів Другої світової війни.
Замовлення на будівництво човна було віддане 15 серпня 1940 року. Човен був закладений на верфі суднобудівної компанії «Blohm + Voss» у Гамбурзі 19 червня 1941 року під будівельним номером 595, спущений на воду 9 березня 1942 року, 23 квітня 1942 року увійшов до складу 5-ї флотилії. Також за час служби перебував у складі 3-ї флотилії. Єдиним командиром човна був оберлейтенант-цур-зее Курт Маковскі.
Човен зробив 1 бойовий похід, у якому потопив 2 судна.
Потоплений 5 жовтня 1942 року в Північній Атлантиці південно-західніше Ісландії (58°41′ пн. ш. 22°58′ зх. д. / 58.683° пн. ш. 22.967° зх. д.) глибинними бомбами британського бомбардувальника «Хадсон». Всі 44 члени екіпажу загинули.

## Потоплені та пошкоджені кораблі[3]
| Назва         | Тип            | Належність      | Дата            | Тоннаж (БРТ) | Вантаж | Статус    | Місце                                                       |
| John Winthrop | вантажне судно | США             | 24 вересня 1942 | 7 176        | Баласт | потоплено | 56°00′ пн. ш. 31°00′ зх. д. / 56.000° пн. ш. 31.000° зх. д. |
| Yorktown      | вантажне судно | Велика Британія | 26 вересня 1942 | 1 547        | Баласт | потоплено | 55°10′ пн. ш. 18°50′ зх. д. / 55.167° пн. ш. 18.833° зх. д. |